# Katrina Bowden
Katrina Bowden (Wyckoff, 19 september 1988) is een Amerikaans actrice die vooral bekend is om haar rol als Cerie in de Amerikaanse sitcom 30 Rock. Daarnaast was ze ook te zien in onder andere One Life to Live, Law & Order: Special Victims Unit, Ugly Betty en New Girl.
In 2006 speelde ze een aantal aflevering in de soap One Life to Live. In 2008 maakte Bowden haar filmdebuut met de film Sex Drive die op 17 oktober 2008 werd uitgebracht. Een jaar later was ze te zien in films als Ratko: The Dictator's Son en The Shortcut. In de film Tucker & Dale vs Evil uit 2010 speelde ze de psychologiestudente Allison.
Bowden werd in april 2011 door het Amerikaanse tijdschrift Esquire uitgeroepen tot de meest sexy vrouw die nog in leven is van 2011.

## Privéleven
Bowden is sinds 19 mei 2013 getrouwd met muzikant Ben Jorgensen.